# Morella shaferi
Morella shaferi är en porsväxtart som först beskrevs av Ignatz Urban och Nathaniel Lord Britton, och fick sitt nu gällande namn av Berazaín, Falcón. Morella shaferi ingår i släktet Morella och familjen porsväxter. Inga underarter finns listade i Catalogue of Life.